# Kaneohe
Kaneohe é uma Região censo-designada localizada no estado americano do Havaí, no Condado de Honolulu.

## Demografia
Segundo o censo americano de 2000, a sua população era de 34.970 habitantes.

## Geografia
De acordo com o United States Census Bureau tem uma área de 22,0 km², dos quais 17,0 km² cobertos por terra e 5,0 km² cobertos por água. Kaneohe localiza-se a aproximadamente 0 m acima do nível do mar.

## Localidades na vizinhança
O diagrama seguinte representa as localidades num raio de 8 km ao redor de Kaneohe.